# Alegrete (Rio Grande do Sul)
Alegrete è un comune del Brasile nello Stato del Rio Grande do Sul, parte della mesoregione del Sudoeste Rio-Grandense e della microregione della Campanha Ocidental.
Ha una temperatura media annuale di 24,8 °C ed una precipitazione pluviometrica di 1525 mm annuali.

## Geografia fisica
Alegrete è localizzato nella Frontiera Ovest dello Stato di Rio Grande do Sul e confina con Uruguaiana, Quaraí, Itaqui, Manoel Viana, São Francisco de Assis, São Vicente do Sul, Cacequi e Rosário do Sul.

## Storia
Il borgo, sulla sponda sinistra del fiume Ibirapuitã, fu fondato nel 1817. Fu elevato al rango di villaggio nel 1831 ed a quello di città il 22 gennaio 1857.
È considerata la città più "gaúcha" del mondo. Ogni 20 settembre (il Giorno del Gaucho), ha luogo una parata equestre a cui partecipano circa 8 000 persone (di tutte le età, estrazioni sociali e sesso), con bell'indumenti tradizionali e cavalli riccamente bardamentati, che sfilano orgogliosamente per tutte le vie principali della città. È la più grande parata, di questo tipo, in tutto il mondo.
Fu la terza ed ultima capitale "Farroupilha" (Rivoluzione Farroupilha), dal 1842 al 1845.
La protettrice della città è "La Nostra Signora della Concezione Apparsa", la cui festa si celebra l'8 dicembre.

## Economia
La sua economia è basata prevalentemente sull'agricoltura: (riso (45000 ha), soia e grano) e sull'allevamento bovino (circa 630 000) ed ovino (circa 400 000).